# PDCA

PDCA의 순환 그림

PDCA(plan–do–check–act, Deming circle/cycle/wheel, Shewhart cycle, control circle/cycle, plan–do–study–act (PDSA))는 사업 활동에서 생산 및 품질 등을 관리하는 방법이다. Plan(계획)-Do(실행)-Check(평가)-Act(개선)의 4단계를 반복하여 업무를 지속적으로 개선한다. 월터 슈하트(Walter A. Shewhart), 에드워즈 데밍(W. Edwards Deming) 등에 의해 유명해졌다.

## ISO
PDCA의 핵심원리는 행동과 행동의 결과인 피드백을 통해 이를 수정해 나감으로서 목표에 접근하는 방식으로 이해해볼 수 있는데 이는 Do(실행)과 Check(확인)라는 시행착오를 통한 업무 개선 과정에  과학적 방법을 적용한 사례의 기반을 제공하였다고 할 수 있다.
이러한 대표적이고 중요한 사례로는 ISO 9000 인증 절차가 있다. ISO 9000계열인 ISO 9001은 품질경영시스템으로 해당조직이  재화나 용역을 고객의 요구에 응하는 품질로 제공할 수 있는 능력이 지속적으로 가능함을 보여준다.

## 같이 보기
- 6시그마